# 금호서원 (경산시)
금호서원 (경산시)(琴湖書院)은 대한민국 경상북도 경산시에 위치한 조선 시대의 서원이다. 1784년에 창건되었으며, 허조(許稠), 허후(許詡), 허조(許慥)을 제향하고 있다.